# The Private Banker

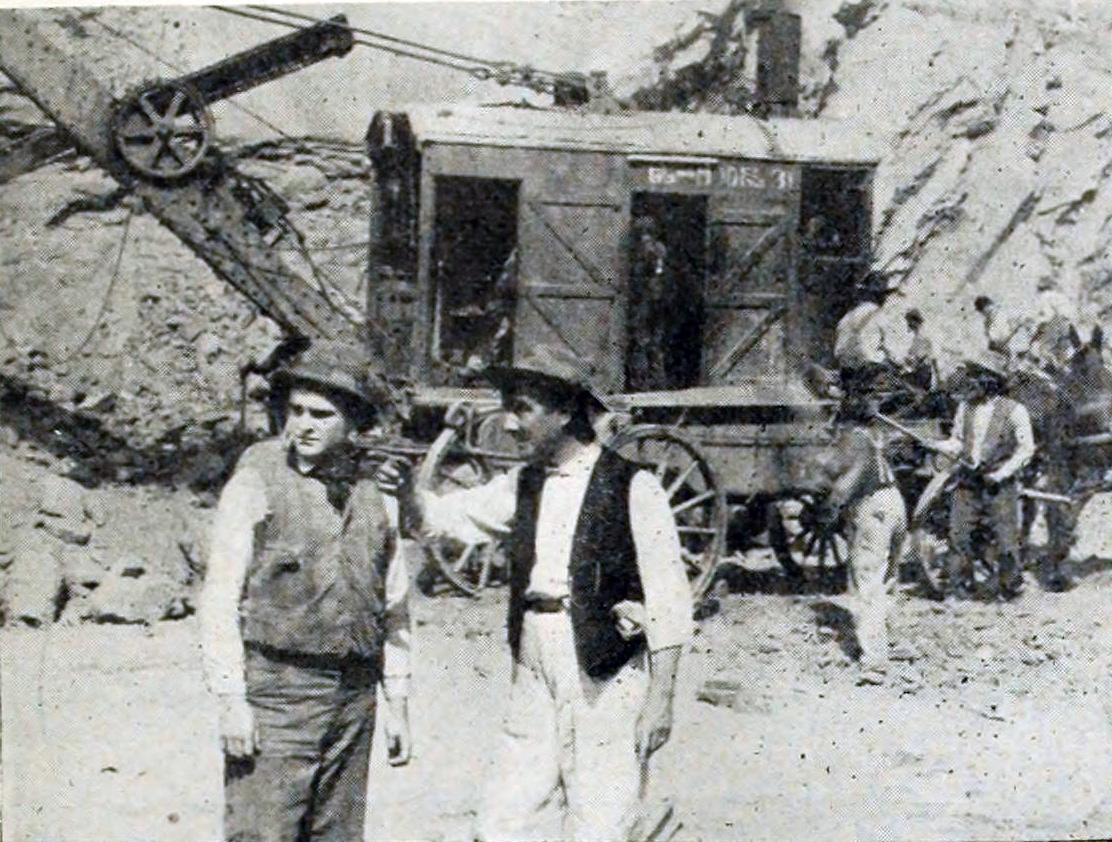
The Private Banker (1916)

The Private Banker est un film muet américain réalisé par Tom Santschi et sorti en 1916.

## Fiche technique
- Réalisation : Tom Santschi
- Scénario : J. Edward Hungerford
- Date de sortie :
  - États-Unis : 17 juillet 1916

## Distribution
- Tom Bates
- Edith Johnson
- Harry Lonsdale
- Wheeler Oakman
- Leo Pierson